# Église Saint-Martin de Bayel
Pour les articles homonymes, voir église Saint-Martin.
L'église Saint-Martin est une église située à Bayel (Aube).

## Description
L'abside et le chœur sont du XIIe siècle, la nef plus tardive est du XVIIIe siècle.

### Mobilier
L'église est surtout remarquable par sa Vierge à l'Enfant en calcaire polychrome et doré du XIIIe siècle qui provient du prieuré de Belroy, ainsi qu'une Vierge de Pitié du Maître de Chaource.

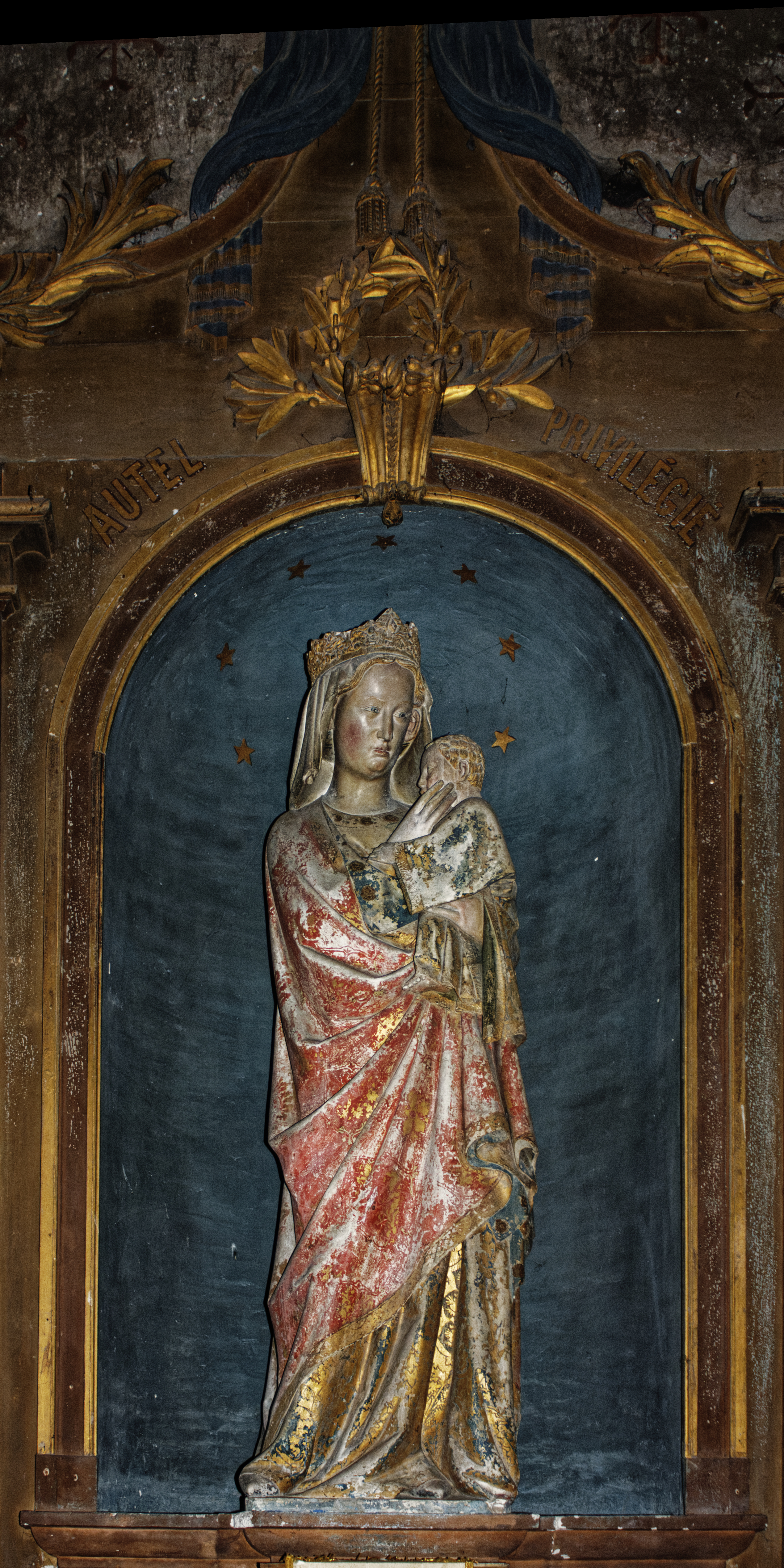
Notre-Dame de Belroy,
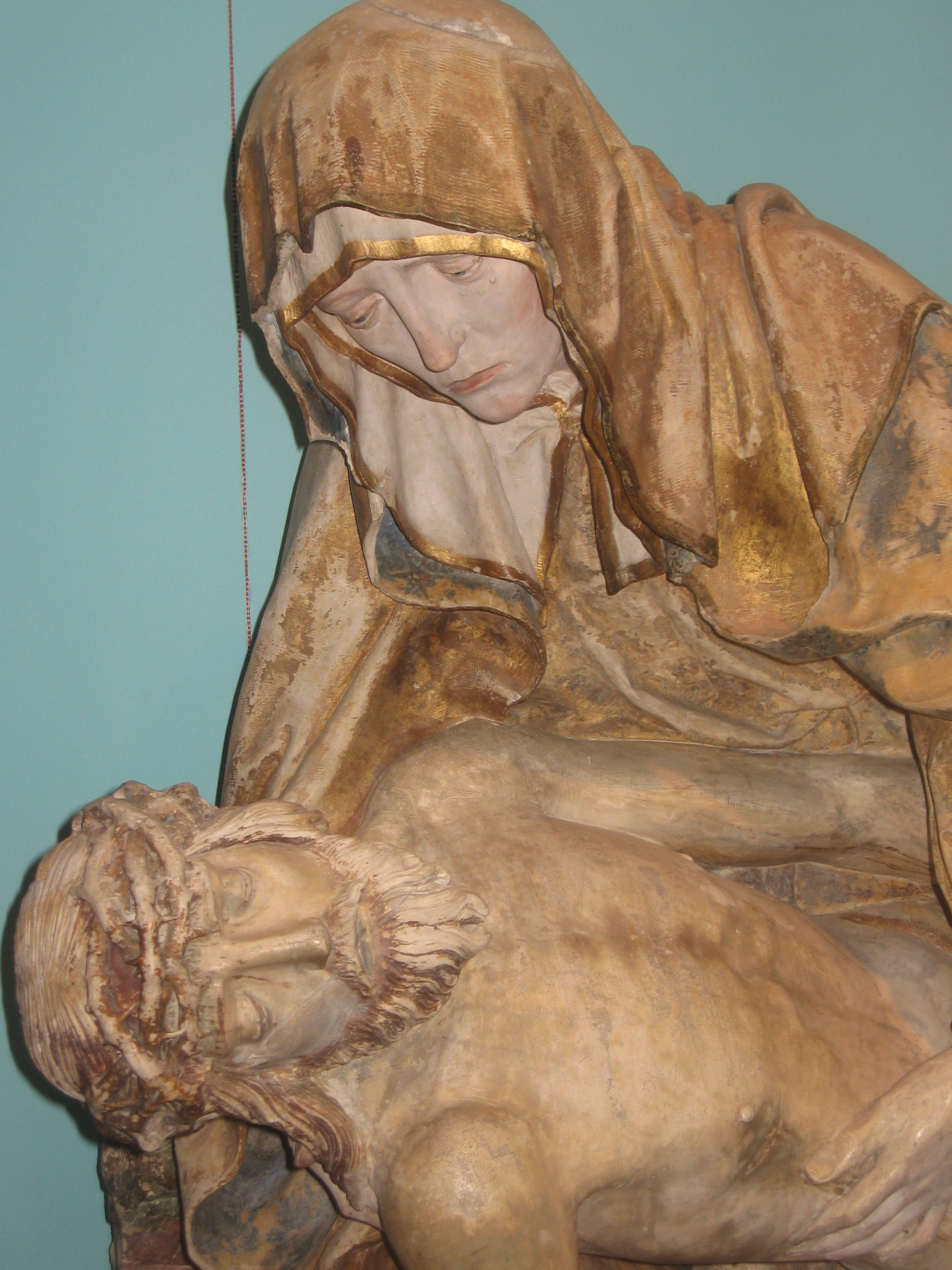
Détail de la Vierge de Pitié du maître de Chaource,
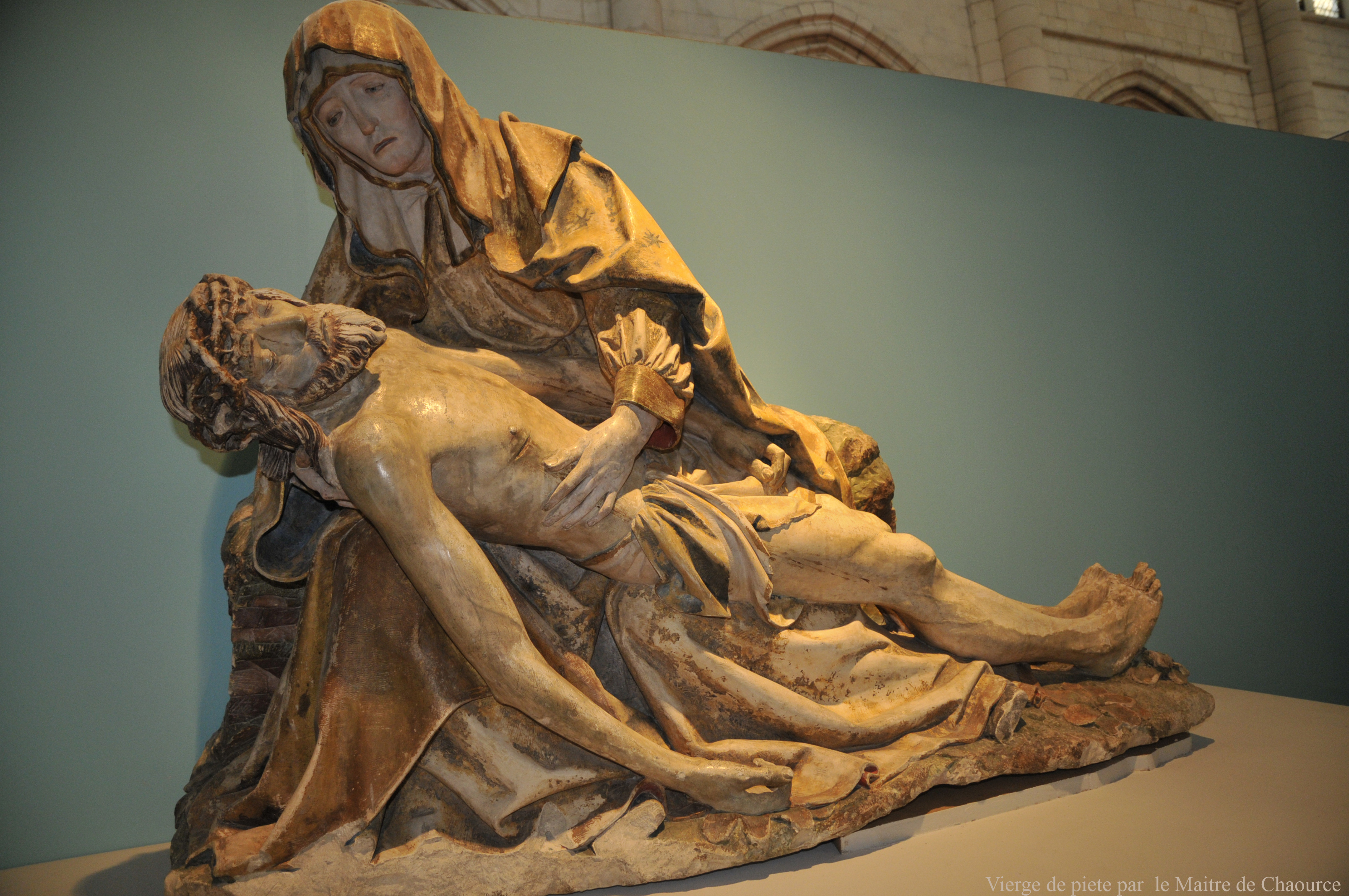
La Vierge de Pitié.

## Historique

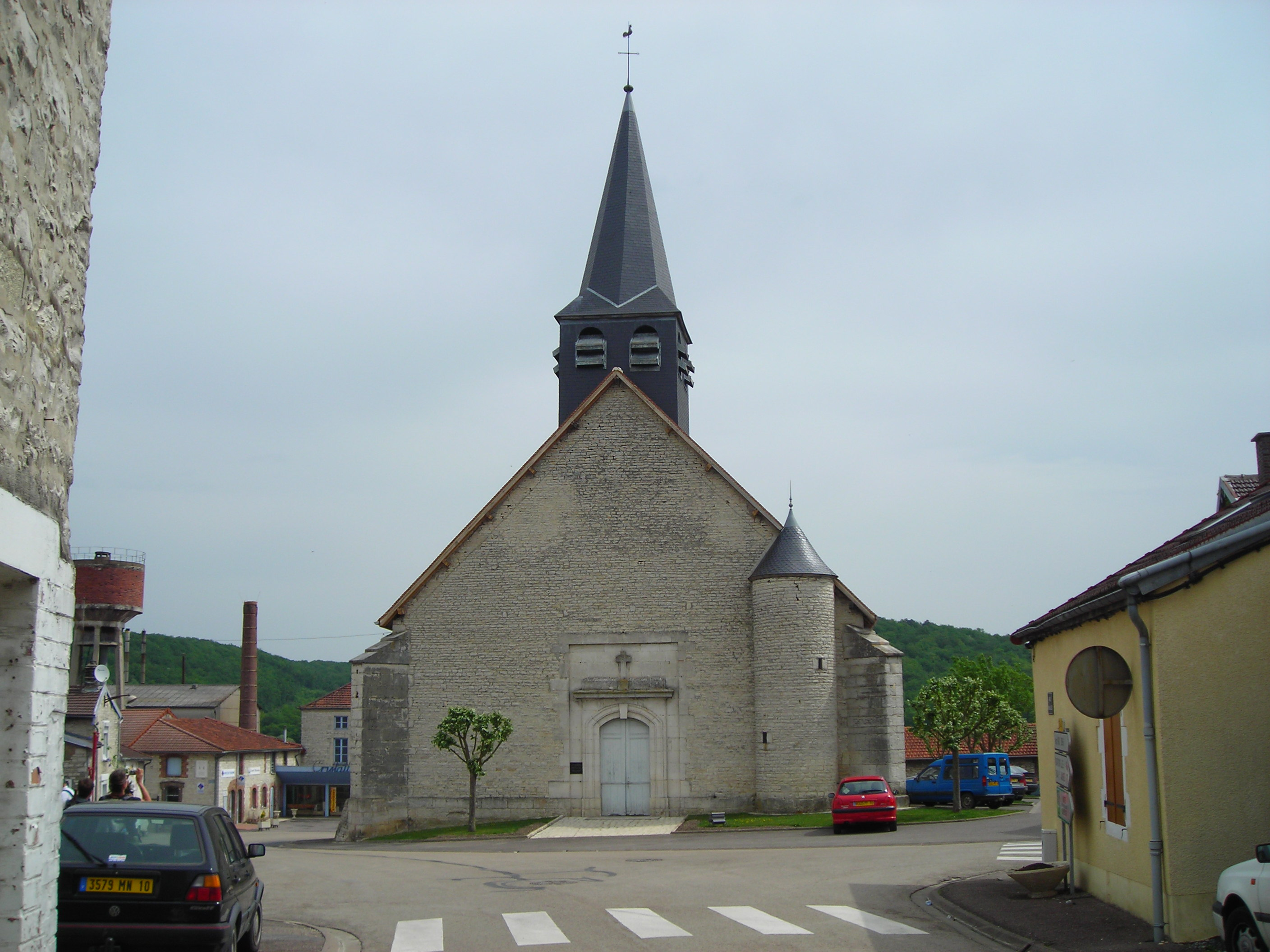
Son portail vers le village.

Elle est connue depuis 1162 et faisait partie d'une cure du diocèse de Langres et du doyenné de Bar-sur-Aube. En 1770, le seul décimateur est l'abbaye de Clairvaux.